# CLDN6
CLDN6‏ (Claudin 6) هوَ بروتين يُشَفر بواسطة جين CLDN6 في الإنسان.